# Gonomyia necopina
Gonomyia necopina är en tvåvingeart som beskrevs av Alexander 1957. Gonomyia necopina ingår i släktet Gonomyia och familjen småharkrankar. Inga underarter finns listade i Catalogue of Life.